# Stratonike I

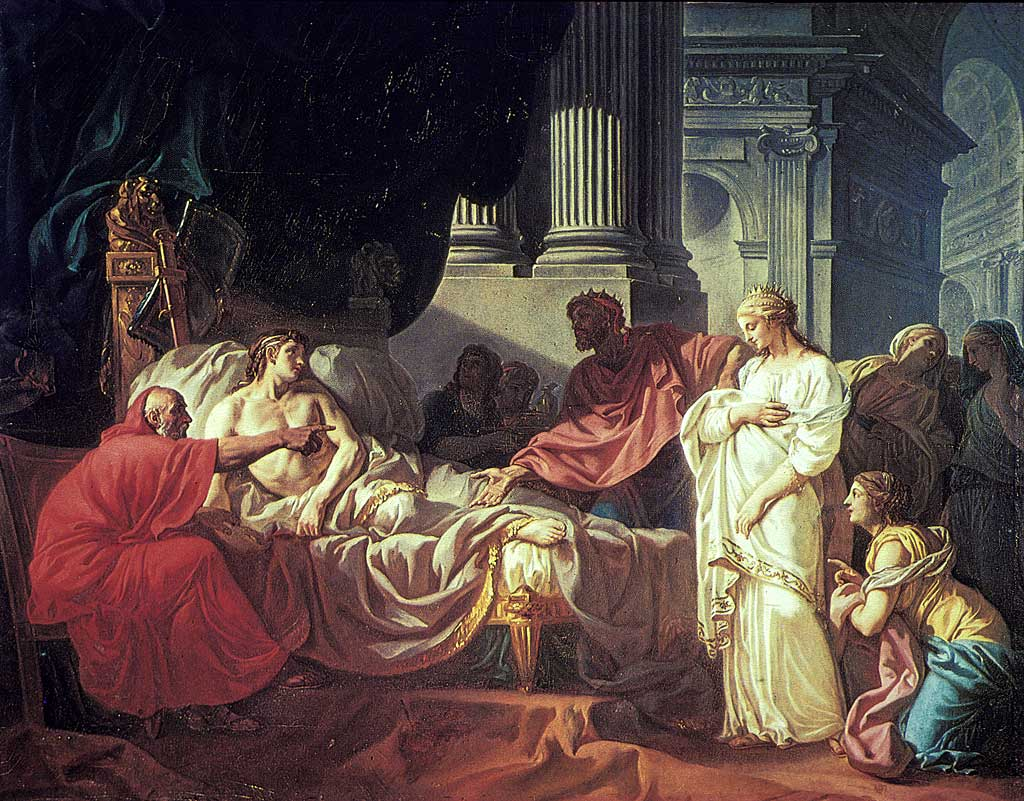
Jacques-Louis David, Antioch I i Stratonika, 1774

Stratonike I (gr. Στρατoνίκη, dwuczłonowe znaczenie: obóz wojskowy i zwycięstwo) – córka króla macedońskiego Demetriusza I Poliorketesa. W roku 300 p.n.e. wydana za mąż za Seleukosa I Nikatora, króla Syrii. Urodziła mu jedno dziecko, córkę o imieniu Fila.
Jej pasierb, Antioch I Soter, był w niej głęboko i chorobliwie zakochany. Grecki lekarz na dworze króla, Erasistratos, zdiagnozował chorobę Antiocha. Seleukos chętnie darował synowi w 294 roku Stratonikę jako żonę. Urodziła Antiochowi pięcioro dzieci: dwóch synów i trzy córki. Jeden z synów, Antioch II Theos, wstąpił później na tron swojego ojca. 
Lukian z Samosat przytacza anegdotę, według której Stratonika zorganizowała turniej poetycki na najpiękniejszy opis jej włosów, wyznaczając talent jako nagrodę. Cały dowcip polegał na tym, że Stratonike w wyniku długotrwałej choroby straciła całkowicie włosy. Pochlebcy doskonale wiedząc o tym mankamencie, prześcigali się w opisach loków i warkoczy na jej głowie.
Stratonike miała wpływ na helleński kształt kultu w mieście Hierapolis, w którym na grecki wzór przebudowała najsłynniejszą jej świątynię. Od jej imienia nazwano miasto Stratonikeja w Karii.